# 申仲
申仲（1510年—？），字次孟，直隸河間府任丘縣軍籍，山西潞安府屯留縣人，明朝政治人物。

## 生平
嘉靖二十二年（1543年）癸卯科順天府鄉試第八十三名舉人。嘉靖二十三年（1544年）中式甲辰科會試第一百九十四名，登第三甲第二百零五名進士。授行人司行人，嘉靖二十七年（1548年）十一月升陝西道監察御史。

## 家族
曾祖申清，大使；祖父申瑛；父申序，母高氏。具庆下。兄申佑、申信、申偉。弟申脩、申傑。